# Куракино (Мордовия)
Куракино — село в Ардатовском районе Мордовии. Административный центр Куракинского сельского поселения.

## Название
Название-антропоним, о чём свидетельствуют данные писцовых книг Д. Пушечникова и А. Костяева (1624): «поместье в деревне Куракине, на речке на Верхове, да на речке Кавлейке, было за Куракою Скрипиным».

## География
Расположено в 15 км от районного центра и 26 км от железнодорожной станции Ардатов.

## История
В 1848 году владельцем населённого пункта, князем Михаилом Дмитриевичем Волконским, был построен каменный храм. Главный престол был освящен во имя святителя Дмитрия Ростовского — церковь получила название Дмитриевская. Приход состоял из жителей с. Куракина, д. Малой Кузьминки и д. Олевки. 
В «Списке населённых мест Симбирской губернии» за 1863 год Куракино обозначено как владельческое село, состоящее из 89 дворов (678 чел.). При селе имелся конный завод. Был развит слесарный промысел.
После смерти князя М. Д. Волконского согласно его завещанию владелицей села стала его единственная дочь Елизавета Михайловна, жена князя Анатолия Александровича Куракина.
Из «Списка населённых мест Симбирской губернии» за 1884 год известно, что в Куракино было 136 дворов, в которых проживало 679 человек.
В 1885 году в здании, построенном крестьянами на средства княгини Куракиной была открыта церковно-приходская школа. 
По статистическим сведениям 1913 г., в Куракине — 141 двор (883 чел.)
В 1928 г. создан колхоз «Авангард».
Согласно «Списку населённых пунктов Средне-Волжского края» (1931), Куракино — село из 223 хозяйств (1152 чел.). Преобладающая народность — русские. 
В 1935-36 годах Дмитриевскую церковь закрыли и стали использовать в хозяйственных нуждах. В 1955-56 годах она была полностью разрушена.
В 1970-х гг. в Куракине действовали кирпичный завод и строительная организация ПМК—1157.

## Инфраструктура
СХПК «Куракинский» (с 1997 г.); 2-этажная средняя школа, клуб, библиотека, почта, магазин, медпункт.

## Экономика
Возле Куракина — месторождение кирпичных глин.

## Люди, связанные с селом
Уроженцы: 
- Отличник народного образования РСФСР А. Д. Грашина
- Заслуженный работник сельского хозяйства МАССР  Ф. Ф. Шуркина.

## Население
| 1859 | 1913 | 2001 | 2002 | 2010 |
| ---- | ---- | ---- | ---- | ---- |
| 678  | ↗883 | ↘258 | ↘242 | ↘157 |

Население 157 чел. (2010), в основном русские.